# Abrasion (Medizin)
Abrasion (von lateinisch abrasio ‚Abkratzung‘) bezeichnet in der medizinischen Bedeutung die Entfernung von Körpergewebe im Sinne von Abschürfen, Abschleifen oder Abschaben. Abrasionen treten verletzungs- und verschleißbedingt auf oder werden in der Medizin mit diagnostischer und therapeutischer Absicht durchgeführt. Verfahren, die der Abrasion dienen, werden abrasiv oder abradierend genannt. Eingesetzte Hilfsmittel heißen Abrasiva (singular Abrasivum). Bei der Abrasion entferntes Gewebematerial bezeichnet man als Abradat.

## Diagnostische und therapeutische Anwendungen
Abrasionen finden in mehreren medizinischen Fachgebieten zu diagnostischen und therapeutischen Zwecken Anwendung:
- Augenheilkunde:
  - Abrasio conjunctivae bezeichnet die diagnostische oder therapeutische Abschabung der Bindehaut des Augenlides.
  - Abrasio corneae steht für die therapeutische Abschabung des Hornhautepithels.
- Gynäkologie: Abrasio uteri („Ausschabung“) steht für die Kürettage der Gebärmutterschleimhaut.
- Dermatologie: Die Dermatologie kennt eine Vielzahl abrasiver Verfahren, z. B. zur Behandlung von Hyperkeratosen, Narben und Warzen. Als Abrasiva kommen mechanische Schleifmittel, chemische Substanzen und Laserlicht zum Einsatz. Abrasivbehandlungen der Hautoberfläche werden auch Peeling genannt, die stärkste mechanische Variante ist die Dermabrasion.
- Orthopädie: Abrasionsarthroplastik bezeichnet die Entfernung degenerativ verschlissener Knorpelanteile mittels  Shaver im Rahmen von Arthroskopien.[2]